# Liguster
Die Liguster (Ligustrum), oder selten Rainweiden genannt, sind eine Pflanzengattung innerhalb der Familie der Ölbaumgewächse (Oleaceae). In deutschsprachigen Texten ist mit „Liguster“ meist der Gewöhnliche Liguster gemeint.

## Beschreibung

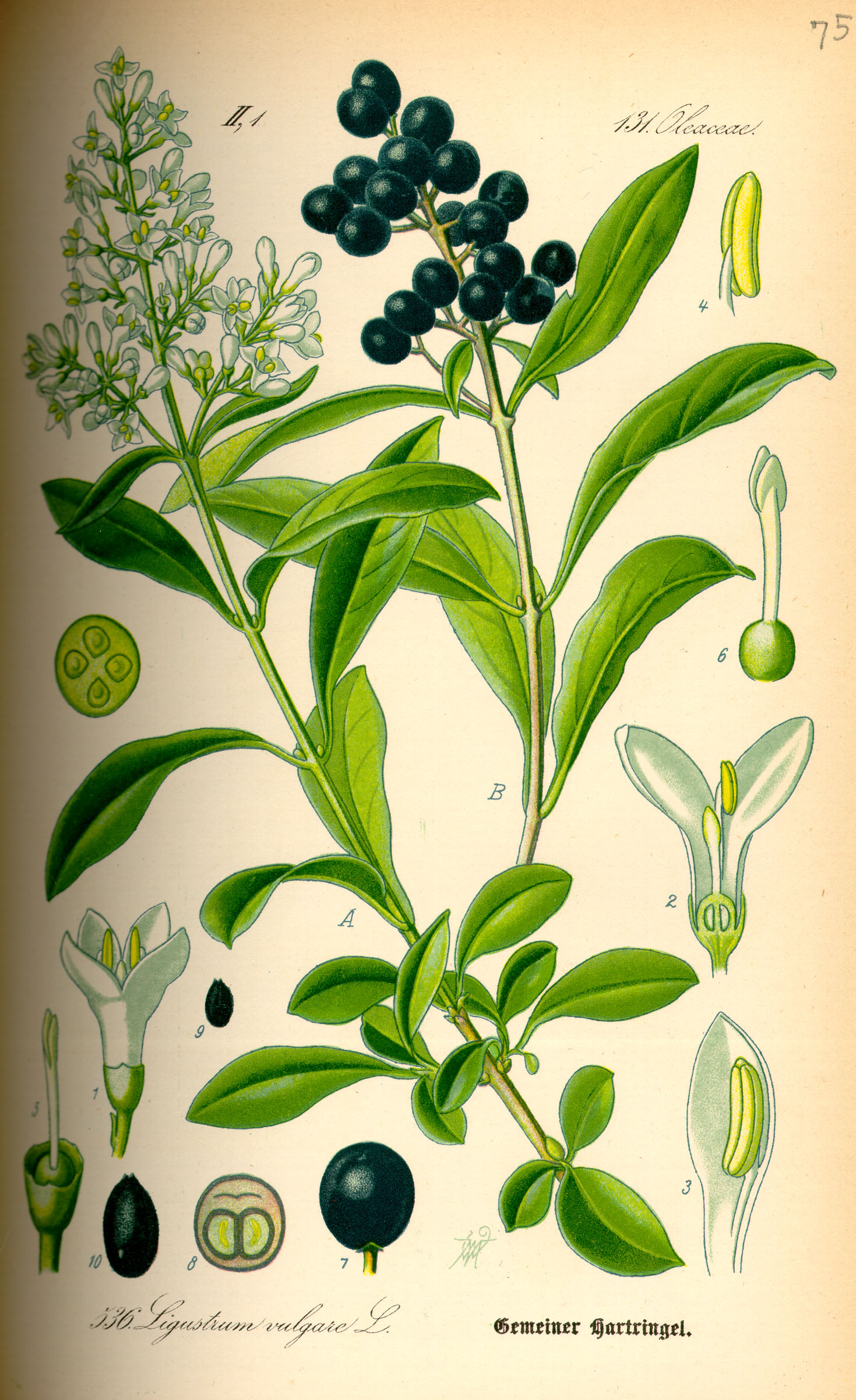
Illustration des Gewöhnlichen Ligusters (Ligustrum vulgare)

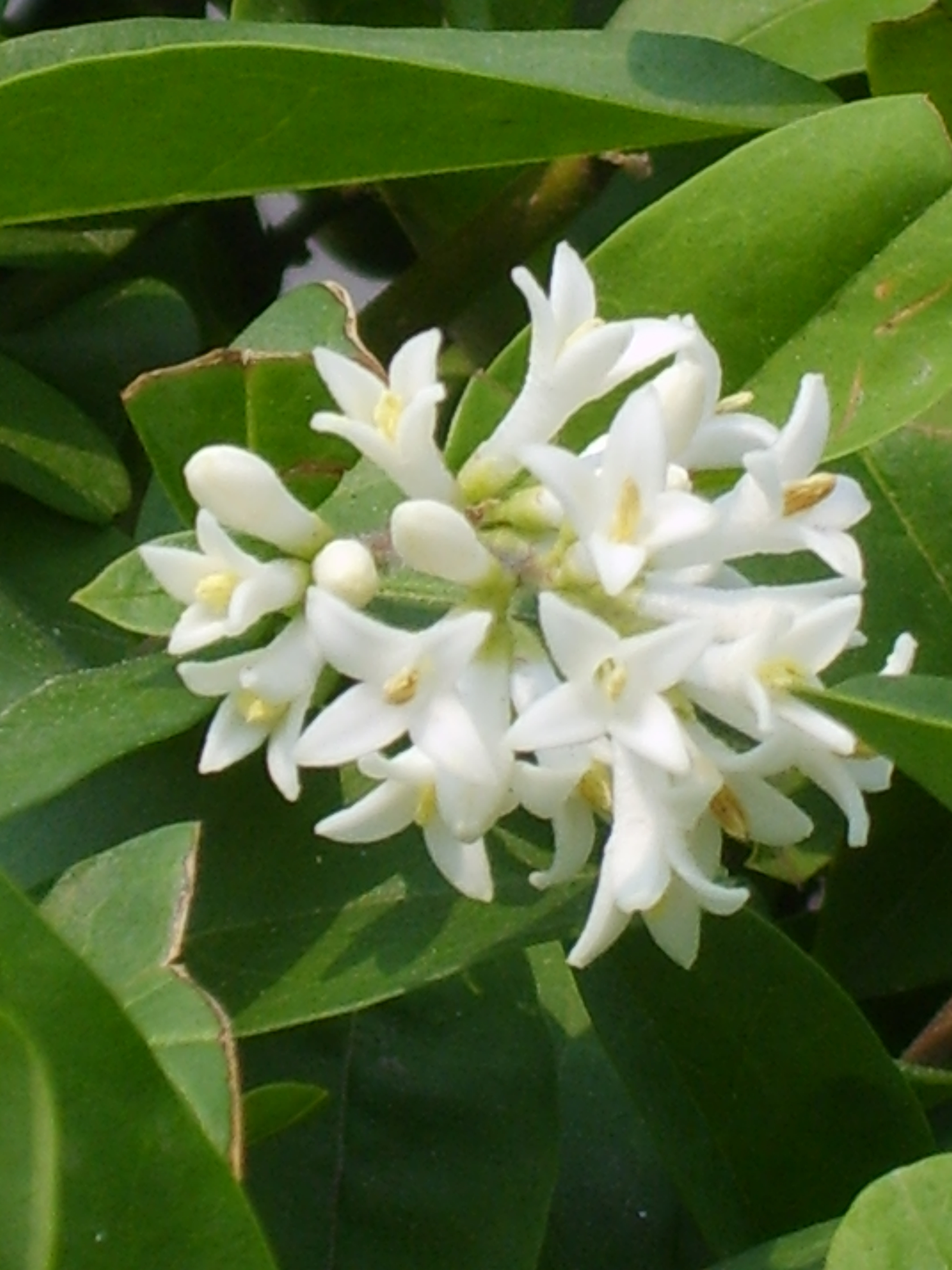
Blütenstand mit vierzähligen Blüten des Stumpfblättrigen Ligusters (Ligustrum obtusifolium)

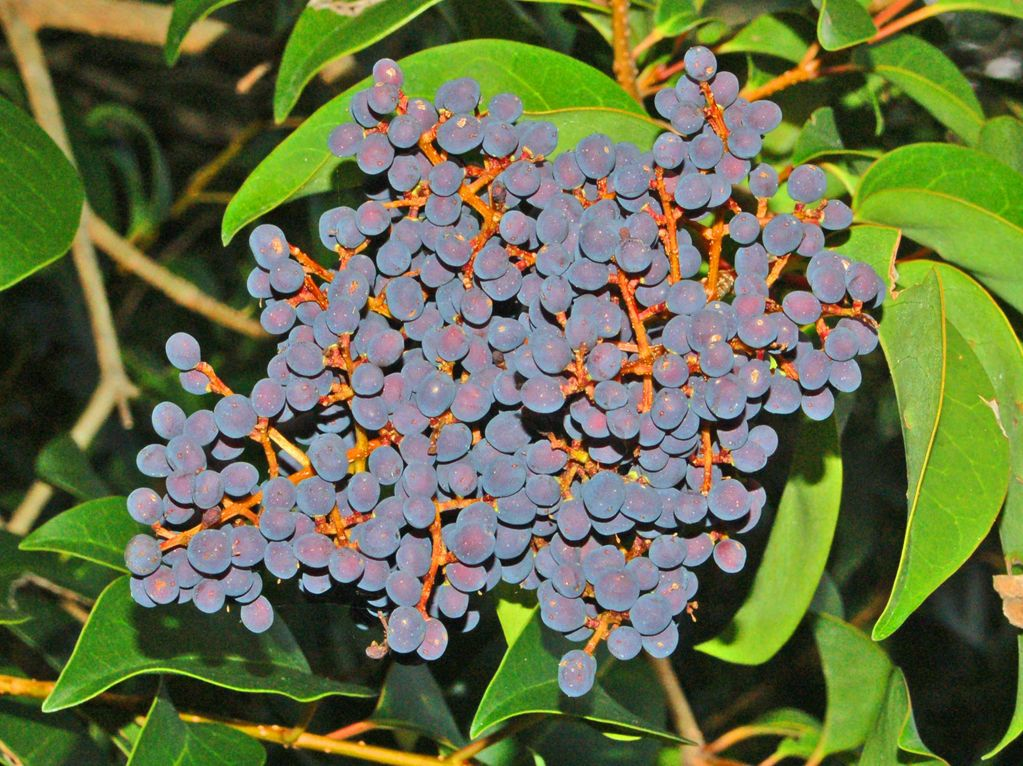
Fruchtstand des Glänzenden Ligusters (Ligustrum lucidum)

### Vegetative Merkmale
Ligustrum-Arten wachsen als laubabwerfende oder immergrüne Sträucher oder kleine Bäume. Die Rinde ist behaart oder kahl.
Die gegenständig angeordneten Laubblätter sind in kurzen Blattstiel und -spreite gegliedert. Die einfache, ganzrandige Blattspreite ist elliptisch oder mehr oder weniger eiförmig, selten linealisch. Es sind keine Nebenblätter vorhanden.

### Generative Merkmale
Die Blüten stehen in end- oder selten achselständigen, oft rispigen, zymösen Blütenständen zusammen. Die Blütenstiele kurz oder kaum erkennbar.
Die Blüten duften oft. Die zwittrigen Blüten sind vierzählig mit doppelter Blütenhülle. Die vier haltbaren Kelchblätter sind glockenförmig verwachsen. Der Kelch endet gestutzt oder es sind höchstens kurze vier Kelchzipfel erkennbar. Die vier kahlen, meist weißen oder manchmal cremefarbenen Kronblätter sind auf mindestens der Hälfte ihrer Länge röhrig bis trichterförmig verwachsen. Die vier Kronlappen sind oval bis lanzettlich. Es ist nur der innere Kreis mit nur zwei Staubblättern vorhanden, sie können aus der Kronröhre herausragen und sind in ihr inseriert. Die Staubfäden sind dünn. Die dorsifixen, länglichen oder elliptisch-länglichen Staubbeutel sind gelb oder manchmal purpurfarben. Zwei Fruchtblätter sind zu einem oberständigen, zweikammerigen, kugeligen Fruchtknoten verwachsen. In jeder Fruchtknotenkammer sind zwei hängende, anatrope Samenanlagen vorhanden. Am Fruchtknoten wird Nektar abgeschieden. Der Griffel ist bei einer Länge von 1 bis 2 Millimetern kürzer als die Staubblätter und endet in einer kurz zweigabeligen Narbe.
Die fleischigen, bei Reife dunkel-purpurfarbenen bis schwarzen Beeren oder Steinfrüchte sind bei einer Länge von bis zu 1 Zentimeter ellipsoid bis fast kugelig. Die Früchte bleiben bei Reife geschlossen oder öffnen sich und enthalten nur ein bis drei, selten vier ungeflügelte Samen. Das Endosperm ist hart.

## Systematik und Verbreitung
Die Gattung Ligustrum wurde 1753 durch Carl von Linné in Species Plantarum, Tomus I, S. 7 aufgestellt. Die Typusart ist Ligustrum vulgare L. Synonyme für Ligustrum L. sind: Esquirolia H.Lév., Faulia Raf., Ligustridium Spach, Parasyringa W.W.Sm., Phlyarodoxa S.Moore, Visiania DC.
Die Gattung Ligustrum gehört zur Subtribus Ligustrinae aus der Tribus Oleeae innerhalb der Familie der Oleaceae.
Die Ligustrum-Arten haben Areale in der Alten Welt. Die meisten Arten kommen im östlichen Asien, wenige in Europa, Afrika und Australasien vor. In Europa ist nur der Gewöhnliche Liguster (Ligustrum vulgare) heimisch.

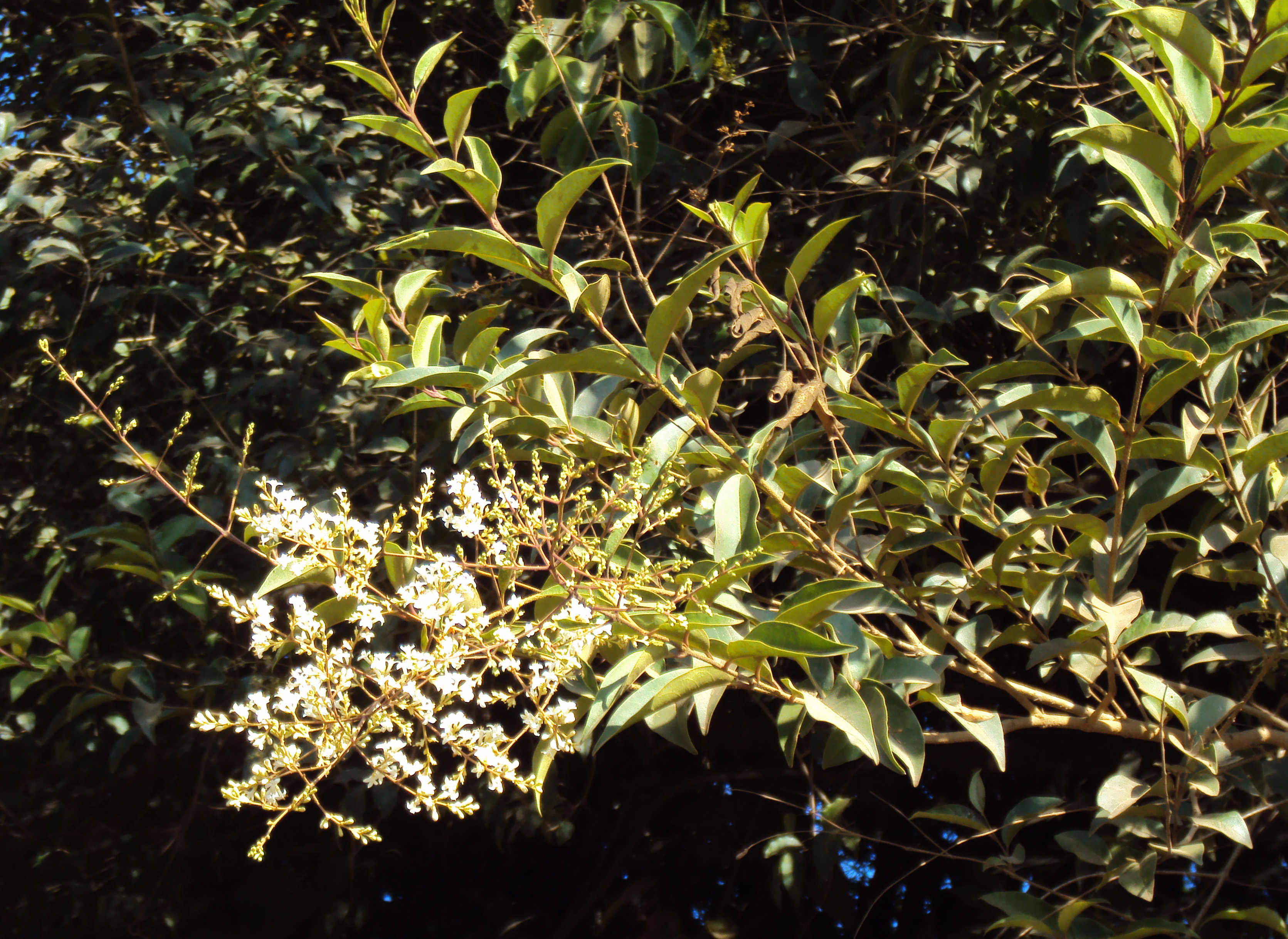
Ligustrum gamblei

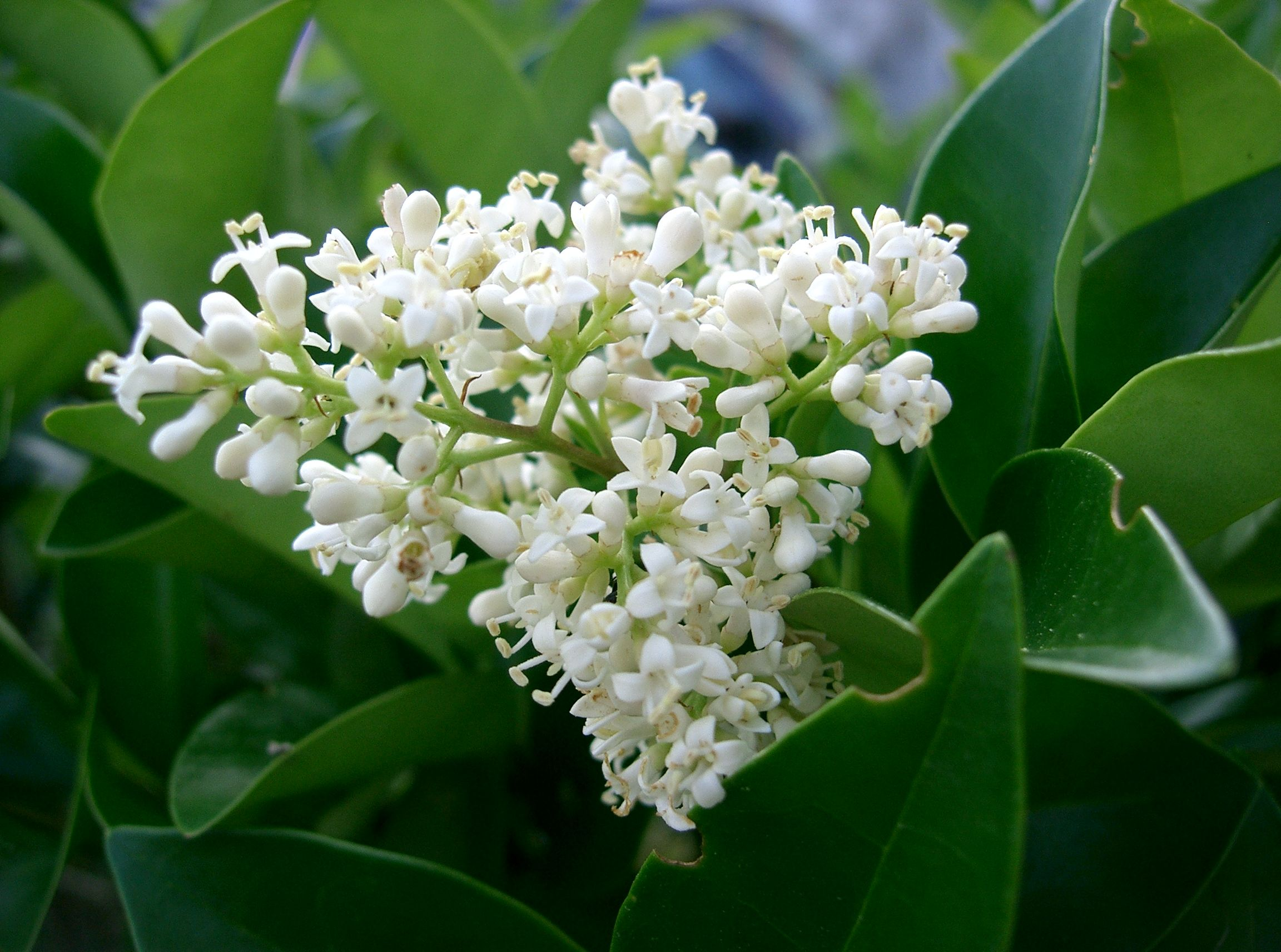
Japanischer Liguster (Ligustrum japonicum)

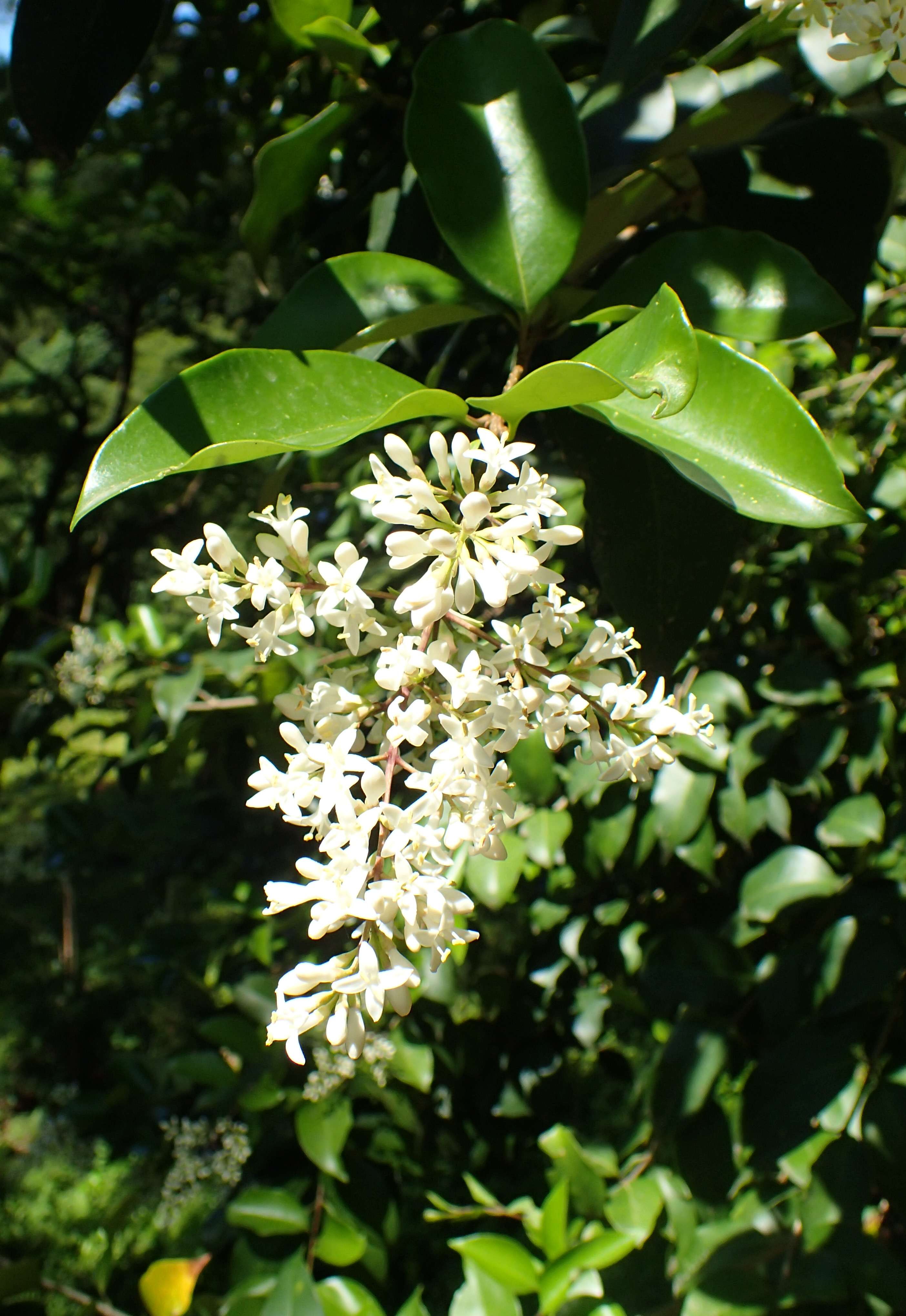
Glänzender Liguster (Ligustrum lucidum)

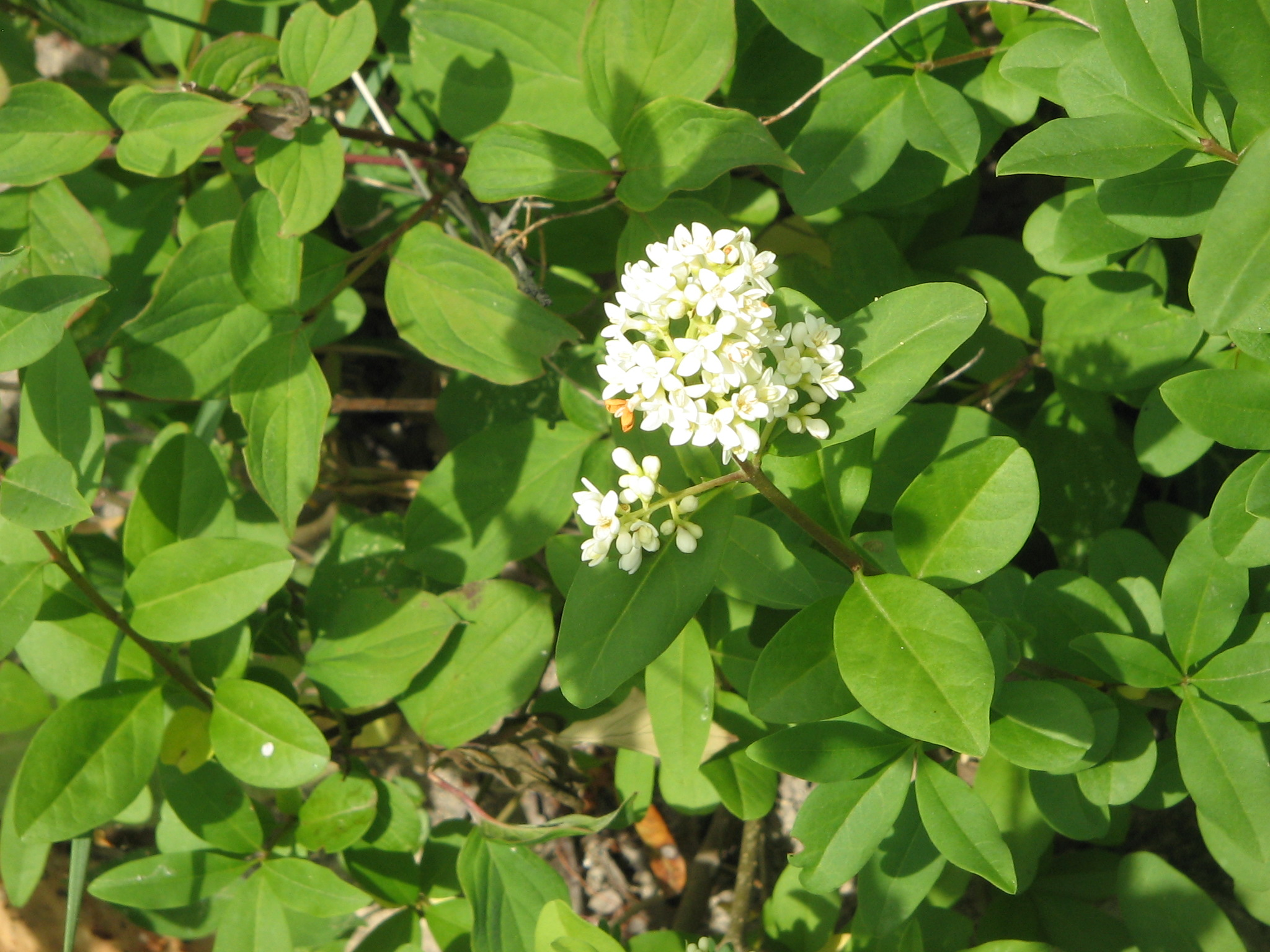
Ovalblättriger Liguster (Ligustrum ovalifolium)

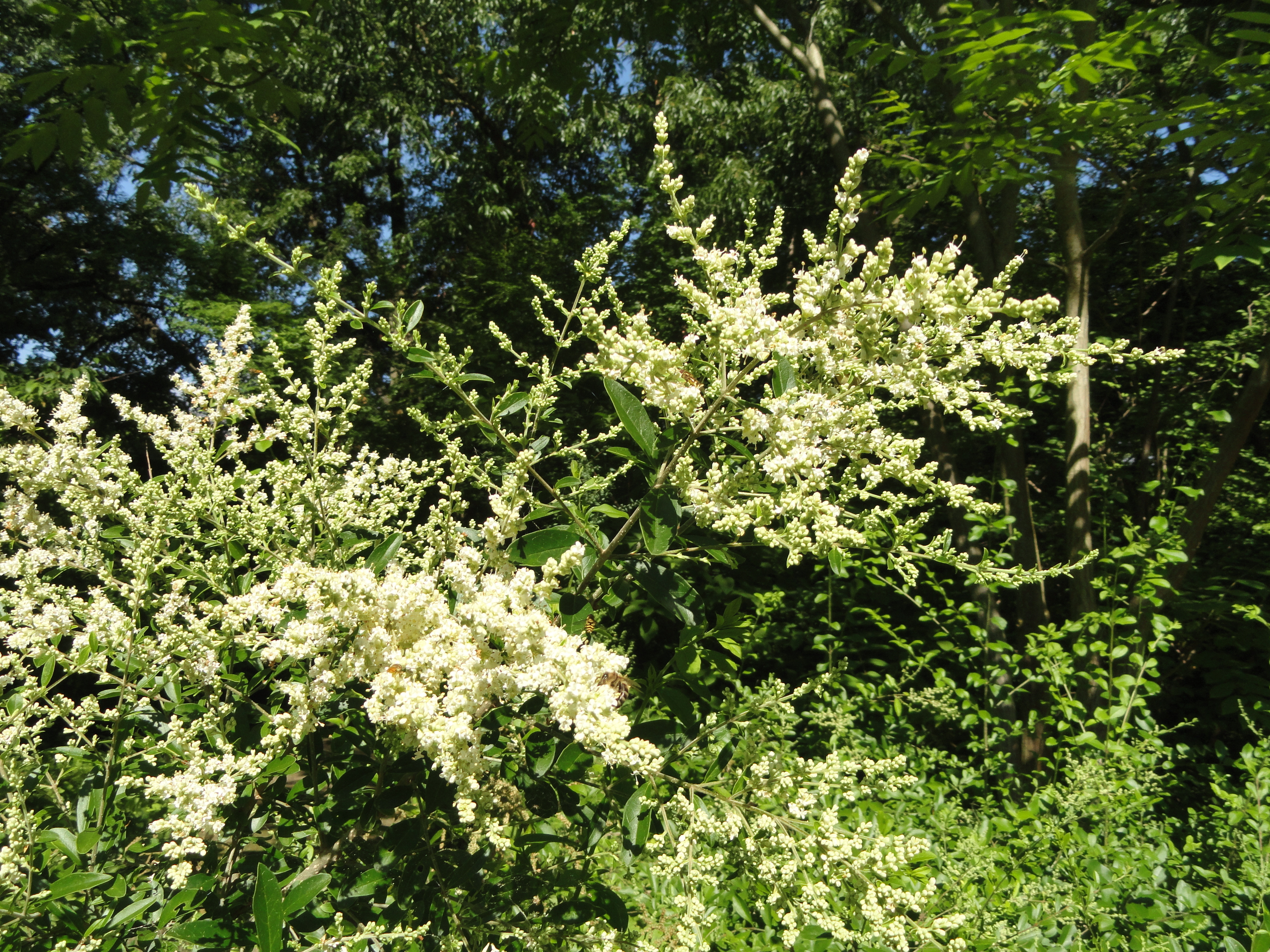
Ligustrum quihoui

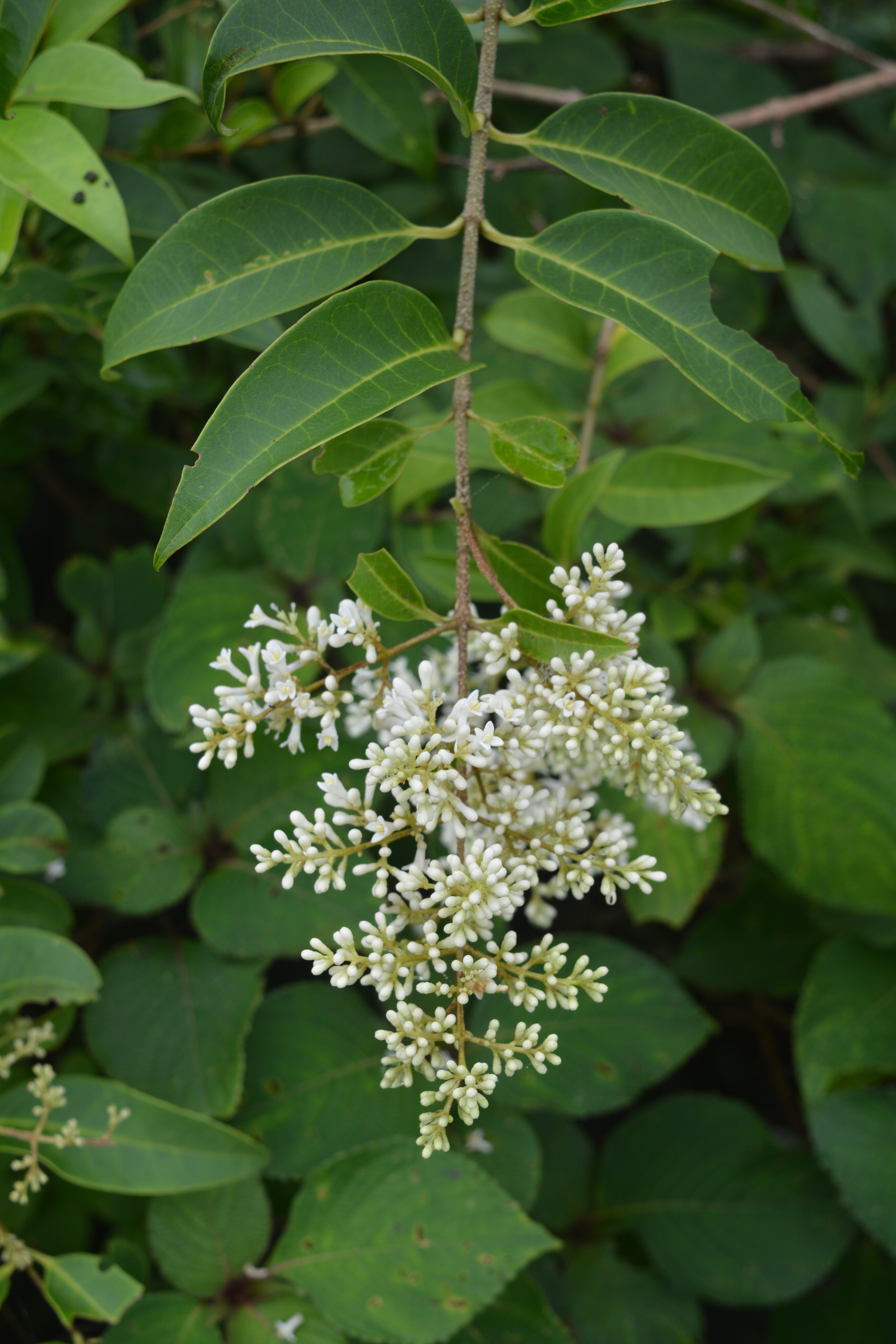
Ligustrum robustum subsp. perrottetii

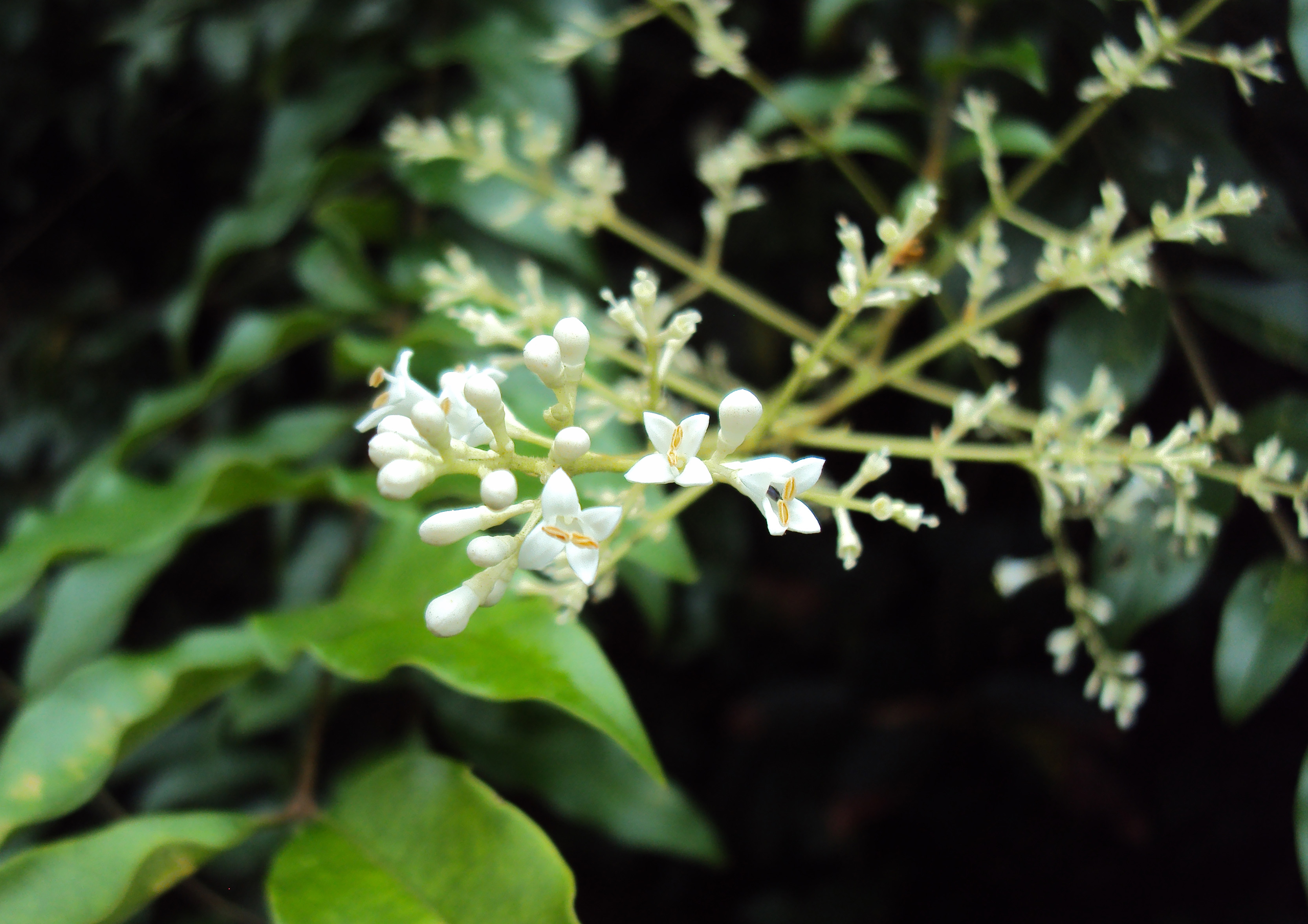
Ligustrum robustum subsp. walkeri

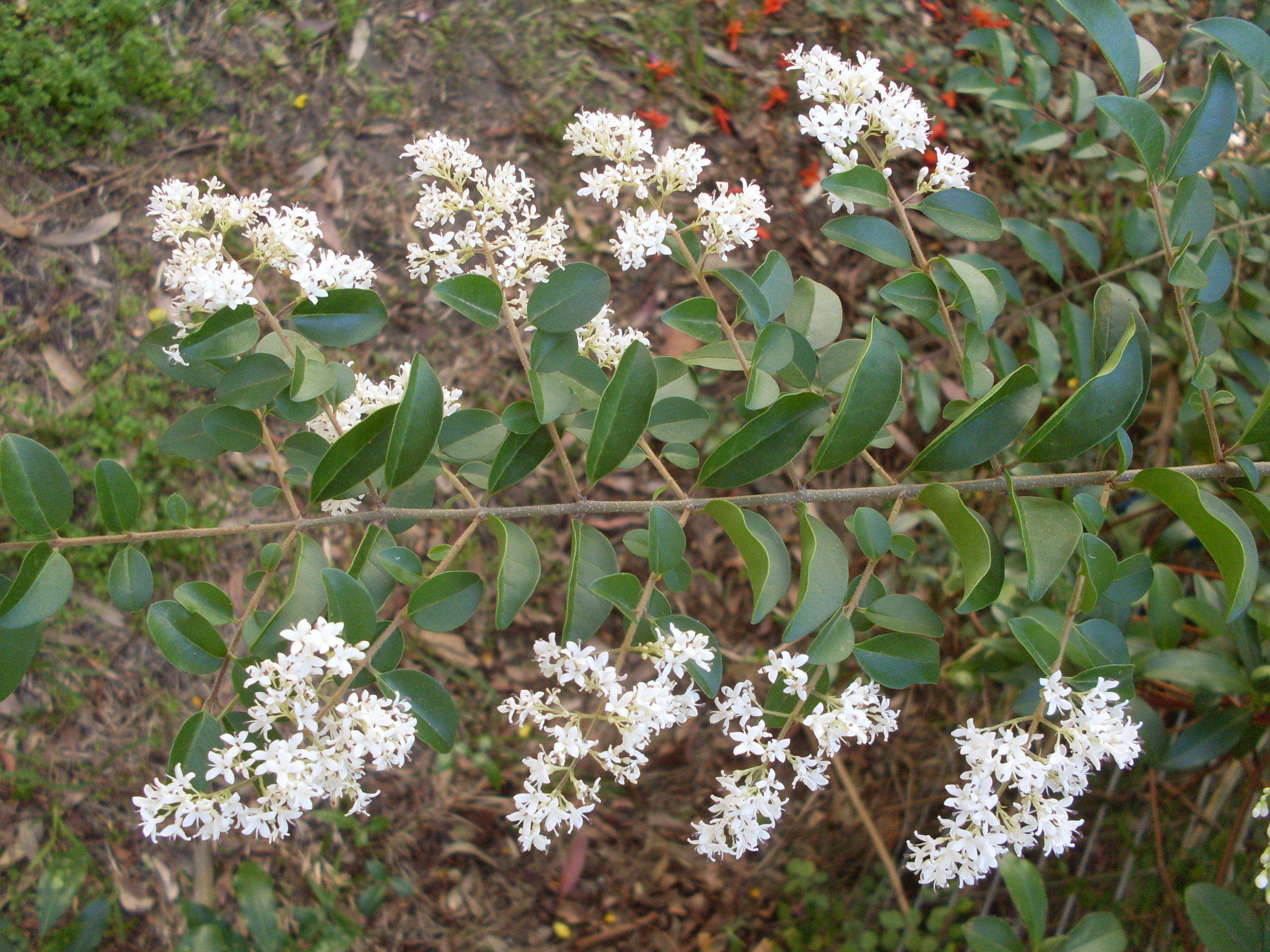
Chinesischer Liguster (Ligustrum sinense)

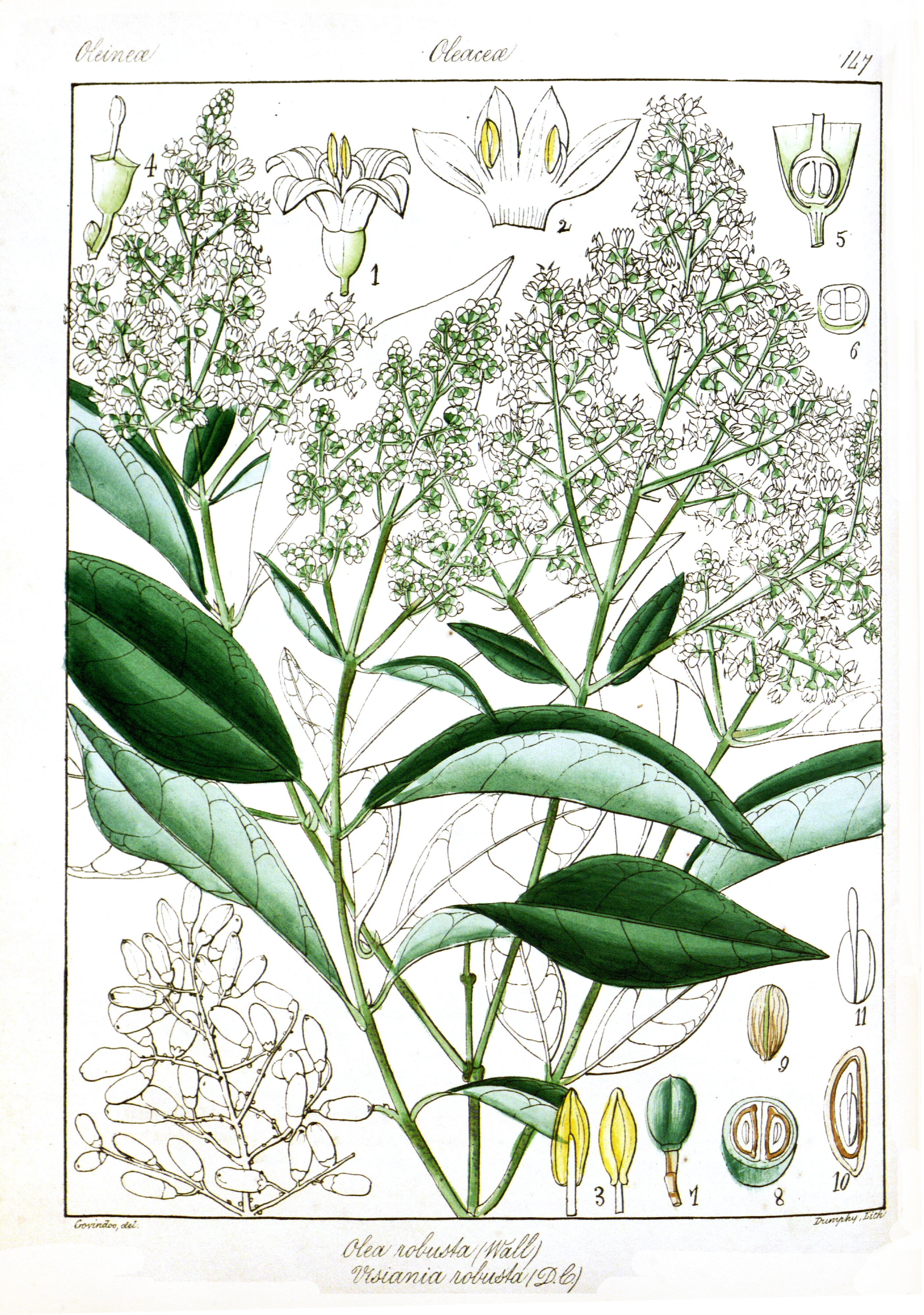
Illustration von Ligustrum robustum

Es gibt etwa 40 bis 50 Ligustrum-Arten:
- Ligustrum angustum B.M.Miao: Sie gedeiht an schattigen Standorten in Schluchten in Höhenlagen von etwa 200 Metern in den chinesischen Provinzen Guangxi sowie Guizhou.[2]
- Ligustrum australianum F.Muell.: Sie kommt nur im nördlichen und östlichen Queensland vor.[7]
- Ligustrum compactum (Wall. ex G.Don) Hook. f. & Thomson ex Brandis: Es gibt etwa zwei Varietäten:[2]
  - Ligustrum compactum (Wall. ex G.Don) Hook. f. & Thomson ex Brandis var. compactum: Sie kommt in Indien, Nepal, Tibet und in den chinesischen Provinzen Hubei, Sichuan sowie Yunnan vor.[2]
  - Ligustrum compactum var. velutinum P.S.Green (Syn.: Ligustrum yunnanense L.Henry): Sie gedeiht Tälern in Tibet und in den chinesischen Provinzen Hubei, Sichuan sowie Yunnan.[2]
- Ligustrum confusum Decne.: Es gibt etwa zwei Varietäten:[2]
  - Ligustrum confusum Decne. var. confusum: Sie kommt in Indien, Nepal, Tibet und Yunnan vor.[2]
  - Ligustrum confusum var. macrocarpum C.B.Clarke: Sie kommt in Indien und Tibet vor.[2]
- Ligustrum cumingianum Decne.: Sie kommt auf den Philippinen vor.[7]
- Delavays Liguster (Ligustrum delavayanum Har., Syn.: Ligustrum delavayanum var. ionandrum (Diels) H.Lév., Ligustrum ionandrum Diels, Ligustrum prattii Koehne): Sie gedeiht im Dickicht oder in Wäldern an Hängen in Höhenlagen von 500 bis 3700 Metern in den chinesischen Provinzen Guizhou, westliches Hubei, Sichuan sowie Yunnan.[2]
- Ligustrum expansum Rehder: Dieser Endemit gedeiht entlang von Fließgewässern in Höhenlagen von etwa 1300 Metern nur im westlichen Hubei.[2]
- Ligustrum fengjieense Xian Y.Li & Si Y.Zeng: Sie wurde 2021 aus Chongqing erstbeschrieben.[7]
- Ligustrum foliosum Nakai: Sie kommt nur in Südkorea vor.[6][7]
- Ligustrum gamblei Ramamoorthy: Sie kommt im südlichen Indien vor.[7]
- Ligustrum glomeratum Blume: Sie ist vom südlichen Thailand, über die Andamanen und Malesien bis Neuguinea verbreitet.[1]
- Ligustrum gracile Rehder: Sie gedeiht in Höhenlagen von 800 bis 3800 Metern in den chinesischen Provinzen Sichuan sowie Yunnan.[2]
- Ligustrum guangdongense R.J.Wang & H.Z.Wen: Sie wurde 2012 aus Guangdong erstbeschrieben. Sie wurde bisher nur in Shenzhen, auf der Dapeng-Halbinsel gefunden.[2]
- Ligustrum henryi Hemsl.: Sie gedeiht in Wäldern in Schluchten in Höhenlagen unterhalb von 1800 Metern in den chinesischen Provinzen Gansu, Guangxi, Guizhou, Hubei, westliches Hunan, Shaanxi, Sichuan sowie Yunnan.[2]
- Bewimperter Liguster (Ligustrum ibota Sieb.): Sie kommt vom zentralen bis südlichen Japan und in Korea vor.[6][7]
- Japanischer Liguster (Ligustrum japonicum Thunb., Syn.: Ligustrum amamianum Koidz., Ligustrum amamianum var. rotundifolium (Blume) B.M.Miao, Ligustrum coriaceum Jacob-Makoy, Ligustrum glabrum Decne., Ligustrum kellerianum Vis., Ligustrum latifolium Vitman nom. illeg., Ligustrum latifolium Thunb., Ligustrum lucidum var. coriaceum (Jacob-Makoy) Decne., Ligustrum macrophyllum Decne., Ligustrum macrophyllum var. marginatum-aureum Pynaert, Ligustrum ovatum Dippel, Ligustrum rotundifolium (Blume) Carrière, Ligustrum rotundifolium var. pubescens (Koidz.) Hatus., Ligustrum sieboldii Decne., Ligustrum syringiflorum Decne., Ligustrum syringifolium Decne., Ligustrum taquetii H.Lév., Ligustrum japonicum var. aureovariegatum Veitch ex J.Dix, Ligustrum japonicum var. coriaceum (Jacob-Makoy) Blume ex H.Lév., Ligustrum japonicum var. crassifolium Hisauti, Ligustrum japonicum var. leucocarpum Honda, Ligustrum japonicum var. lineare Jacob-Makoy, Ligustrum japonicum var. ovalifolium Blume, Ligustrum japonicum var. pubescens Koidz., Ligustrum japonicum var. rotundifolium Blume, Ligustrum japonicum var. spathulatum Mansf., Ligustrum japonicum var. syaryotense Masam. & T.Mori): Sie ist vom südöstlichen China bis gemäßigten Ostasien verbreitet.[7]
- Ligustrum leucanthum (S.Moore) P.S.Green[2] (Syn.: Ligustrum acutissimum Koehne, Ligustrum acutissimum var. glabrum Z.Ying Zhang, Ligustrum henryi var. longitubum P.S.Hsu, Ligustrum longitubum (P.S.Hsu) P.S.Hsu,[2] Ligustrum molliculum Hance, Ligustrum subsessile S.Y.Hu): Sie kommt vom zentralen bis südlichen China und in Südkorea vor.[7]
- Ligustrum lianum P.S.Hsu (Syn.: Ligustrum longipedicellatum H.T.Chang): Sie gedeiht in Wäldern in Schluchten in Höhenlagen von 400 bis 1700 Metern in den chinesischen Provinzen Fujian, Guangdong, Guangxi, Guizhou, Hainan, Hunan, Jiangxi sowie Zhejiang.[2] Ein Synonym ist seit 2009 Ligustrum yunguiense B.M.Miao:[8] Sie gedeiht in Wäldern und im Dickicht in Tälern in Höhenlagen von 1500 bis 2100 Metern in den chinesischen Provinzen Guizhou sowie Yunnan.[2]
- Ligustrum lindleyi (Wall. ex G.Don) P.S.Green: Sie kommt von Assam bis Myanmar vor.[7]
- Ligustrum liukiuense Koidz.: Dieser Endemit kommt nur auf den japanischen Ryūkyū-Inseln vor.[6]
- Glänzender Liguster oder Glanz-Liguster (Ligustrum lucidum W.T.Aiton, Syn.: Ligustrum roxburghii Blume): Er gedeiht in Wäldern unterhalb von 2900 Metern in Tibet und weiten Teilen Chinas,[2] und kommt in Japan sowie auf der koreanischen Insel Jejudo vor.[9] Als Neophyt kommt er in Europa, Afrika, Japan, Australien und der Neuen Welt vor.[6][7]
- Ligustrum micranthum Zucc.: Sie kommt nur von den Ogasawara-Inseln bis zur Inselgruppe Kazan-rettō vor.[7]
- Ligustrum morrisonense Kaneh. & Sasaki: Sie gedeiht an steinigen Bergrücken in Höhenlagen von 1000 bis 1800 Metern in Taiwan.[2]
- Ligustrum myrsinites Decne.: Sie kommt in Assam vor.[7]
- Ligustrum nepalense Wall.: Es gibt seit 2009 zwei Unterarten:[8]
  - Ligustrum nepalense Wall. subsp. nepalense:[8] Sie kommt in Indien, Nepal und Myanmar vor.[6]
  - Ligustrum nepalense subsp. xingrenense (D.J.Liu) X.K.Qin (Syn.: Ligustrum xingrenense D.J.Liu): Den Rang einer Unterart hat sie seit 2009. Sie gedeiht im Dickicht, in Wäldern und in schattigen und feuchten Standorten in Höhenlagen von 400 bis 1600 Metern in den chinesischen Provinzen westliches Guizhou sowie östliches Yunnan.[2][8]
- Ligustrum novoguineense Lingelsh.: Sie kommt in Neuguinea vor.[1]
- Ligustrum obovatilimbum B.M.Miao: Dieser Endemit gedeiht an offenen Standorten in Höhenlagen von etwa 200 Metern nur in Luofu Shan in Guangdong.[2]
- Stumpfblättriger Liguster (Ligustrum obtusifolium Sieb. & Zucc.): Es gibt je nach Autor etwa zwei Unterarten:[7]
  - Ligustrum obtusifolium subsp. microphyllum (Nakai) P.S.Green: Sie kommt in den chinesischen Provinzen Jiangsu (nur in Yuntai Shan) sowie Zhejiang (nur in Putuo Shan, Daishan Xian) und im koreanischen Jeju-do vor.[7]
  - Ligustrum obtusifolium Sieb. & Zucc. subsp. obtusifolium (Syn.: Ligustrum amurense Carrière, Ligustrum ciliatum var. spathulatum Blume, Ligustrum ibota var. amurense (Carrière) Mansf., Ligustrum ibota var. angustifolium Blume, Ligustrum ibota var. diabolicum Koidz., Ligustrum ibota var. obovatum Blume, Ligustrum ibota var. regelianum (Koehne) Siebold ex Beissn., Schelle & Zabel, Ligustrum ibota var. suave Kitag., Ligustrum ibota var. tschonoskii Nakai, Ligustrum ibota var. velutinum Blume, Ligustrum regelianum Koehne, Ligustrum suave (Kitag.) Kitag., Ligustrum tschonoskii var. leiocalyx Nakai, Ligustrum obtusifolium var. leiocalyx (Nakai) H.Hara, Ligustrum obtusifolium var. regelianum (Koehne) Rehder, Ligustrum obtusifolium var. rubescens Nakai, Ligustrum obtusifolium subsp. suave (Kitag.) Kitag., Ligustrum obtusifolium var. velutinum (Blume) H.Hara): Sie kommt vom östlichen China bis Korea und in Japan vor.[6][7]
- Ovalblättriger Liguster, auch Breitblättriger Liguster genannt (Ligustrum ovalifolium Hassk.): Es gibt je nach Autor etwa drei Varietäten:[7]
  - Ligustrum ovalifolium var. hisauchii (Makino) Noshiro (Syn.: Ligustrum hisauchii Makino): Dieser Endemit kommt nur im japanischen Honshu vor.[7]
  - Ligustrum ovalifolium Hassk. var. ovalifolium (Syn.: Ligustrum californicum Decne., Ligustrum ciliatum var. heterophyllum Blume, Ligustrum glaucum-marginatum Van Geert, Ligustrum medium Franch. & Sav., Ligustrum tsusimense Nakai, Ligustrum ovalifolium var. argenteum Bean, Ligustrum ovalifolium var. aureomarginatum Rehder, Ligustrum ovalifolium var. aureum Carrière, Ligustrum ovalifolium var. floribundum Hoefker, Ligustrum ovalifolium var. heterophyllum (Blume) Nakai): Sie kommt in Südkorea und Japan vor.[6][7]
  - Ligustrum ovalifolium var. pacificum (Nakai) Mizush. (Syn.: Ligustrum pacificum Nakai): Dieser Endemit kommt nur im japanischen Izu-shoto vor.[7]
- Ligustrum parvifolium Kiew: Sie wurde 2020 aus Papua-Neuguinea erstbeschrieben. Sie ist bisher nur von zwei Fundorten bekannt.[1]
- Ligustrum pricei Hayata (Syn.: Ligustrum japonicum var. pricei (Hayata) T.S.Liu & J.C.Liao, Ligustrum formosanum Rehder, Ligustrum pedunculare Rehder, Ligustrum seisuiense T.Shimizu & M.T.Kao):[8] Sie gedeiht in Wäldern und an Ufern von Fließgewässern in Höhenlagen von 900 bis 1700 Metern in Taiwan und kommt in Höhenlagen von 300 bis 2600 Metern in den chinesischen Provinzen Guizhou, westliches Hubei, Hunan, Shaanxi sowie Sichuan vor.[2]
- Ligustrum punctifolium M.C.Chang: Sie kommt von Hongkong bis Vietnam vor.[2]
- Ligustrum quihoui Carrière (Syn.: Ligustrum argyi H.Lév., Ligustrum brachystachyum Decne., Ligustrum quihoui var. brachystachyum (Decne.) Hand.-Mazz., Ligustrum quihoui var. trichopodum Y.C.Yang, Ligustrum quihoui var. latifolium Nakai): Sie gedeiht in Höhenlagen von 100 bis 2500 Metern im Chayu Xian in Tibet und in den chinesischen Provinzen Anhui, nordwestliches Guizhou, Henan, Hubei, Jiangsu, Jiangxi, südliches Shaanxi, Shandong, Sichuan, Yunnan sowie Zhejiang[2] und kommt in den koreanischen Provinzen in Gyeonggi-do, Gangwon-do, Jeollabuk-do, Jeollanam-do sowie Gyeongsangnam-do vor.[9]
- Ligustrum retusum Merr.: Sie kommt in Vietnam und Hainan vor.[2]
- Ligustrum robustum (Roxb.) Blume: Als Neophyt kommt sie in Nordamerika, auf Mauritius und Réunion vor.[6] Die Angaben aus China sind Fehlbestimmungen und gehören zu einer anderen Art.[8] Je nach Autor gibt es etwa drei Unterarten:[7]
  - Ligustrum robustum subsp. perrottetii (A.DC.) de Juana (Syn.: Ligustrum perrottetii A.DC.): Sie kommt auf den Lakkadiven, auf den Andamanen und im südlichen Indien vor.[7]
  - Ligustrum robustum (Roxb.) Blume subsp. robustum: Sie kommt vom nordöstlichen Indien bis Indochina vor.[7]
  - Ligustrum robustum subsp. walkeri (Decne.) P.S.Green: Sie kommt im südlichen Indien und Sri Lanka vor.[7]
- Ligustrum salicinum Nakai: Sie kommt vom zentralen bis südlichen Japan und auf Jeju-do vor.[7]
- Ligustrum sempervirens (Franch.) Lingelsh.: Sie gedeiht an Hängen und im Dickicht an Fließgewässern in Höhenlagen von 1900 bis 2700 Metern in den chinesischen Provinzen südwestliches Sichuan sowie nordwestliches Yunnan.[2]
- Chinesischer Liguster (Ligustrum sinense Lour.): Es gibt etwa acht Varietäten:[2][7]
  - Ligustrum sinense var. chayuense (P.Y.Pai) Y.F.Deng & B.Q.Xu (Syn.: Ligustrum robustum var. chayuense P.Y.Pai, Ligustrum rugosulum W.W.Sm., Ligustrum sinense var. rugosulum (W.W.Sm.) M.C.Chang): Diese Umbenennung erfolgte 2012. Sie kommt in Vietnam, Tibet und vielen chinesischen Provinzen vor.[2]
  - Ligustrum sinense var. concavum M.C.Chang: Sie gedeiht in Wäldern in Tälern oder entlang von Fließgewässern in Höhenlagen von 500 bis 1200 Metern in den chinesischen Provinzen westliches Guangxi sowie östliches Yunnan.[2]
  - Ligustrum sinense var. coryanum (W.W.Sm.) Hand.-Mazz. (Syn.: Ligustrum coryanum W.W.Sm.): Sie gedeiht in Mischwäldern in Bergregionen in Höhenlagen von 500 bis 2500 Metern in den chinesischen Provinzen Sichuan (nur in Jinsha Jiang) sowie zentralen Yunnan.[2]
  - Ligustrum sinense var. dissimile S.J.Hao: Sie gedeiht im Dickicht an Hängen in Höhenlagen von 400 bis 1200 Metern in den chinesischen Provinzen Guangxi, Guizhou sowie Yunnan.[2]
  - Ligustrum sinense var. luodianense M.C.Chang (Syn.: Ligustrum longipedicellatum H.T.Chang): Sie gedeiht im Dickicht an Fließgewässern oder an Hängen in Höhenlagen von 200 bis 300 Metern in den chinesischen Provinzen Guangdong, Guizhou (nur im Luodian Xian) sowie Yunnan.[2]
  - Ligustrum sinense var. myrianthum (Diels) Hoefker (Syn.: Ligustrum myrianthum Diels, Ligustrum bodinieri H.Lév., Ligustrum groffiae Merr.): Sie gedeiht in Höhenlagen von 100 bis 2700 Metern in weiten Teilen Chinas.[2]
  - Ligustrum sinense var. opienense Y.C.Yang: Sie gedeiht in Kalkgebirgsregionen in Höhenlagen von 500 bis 2100 Metern in Sichuan.[2]
  - Ligustrum sinense Lour. var. sinense (Syn.: Ligustrum chinense Carrière orth. var., Ligustrum calleryanum Decne., Ligustrum deciduum Hemsl., Ligustrum fortunei C.K.Schneid., Ligustrum indicum (Lour.) Merr., Ligustrum matsudae Kaneh. ex T.Shimizu & M.T.Kao, Ligustrum microcarpum Kaneh. & Sasaki, Ligustrum microcarpum var. shakaroense (Kaneh.) Shimizu & T.C.Kao, Ligustrum nokoense Masam. & T.Mori, Ligustrum shakaroense Kaneh., Ligustrum stauntonii DC., Ligustrum villosum May, Ligustrum sinense var. multiflorum (Bowles) Bean, Ligustrum sinense var. nitidum Rehder, Ligustrum sinense var. stauntonii (DC.) Rehder, Ligustrum sinense var. villosum (May) Rehder): Sie ist in Vietnam, Taiwan und weiten Teilen Chinas verbreitet. In Südafrika, Nordamerika, Australien und Neuseeland ist sie ein Neophyt.[6]
- Ligustrum stenophyllum Quisumb. & Merr.: Dieser Endemit kommt nur auf Luzon vor.[7]
- Ligustrum strongylophyllum Hemsl.: Sie gedeiht im Unterholz in Schluchten, im Dickicht auf Berggipfeln und entlang von Fließgewässern in Höhenlagen von 300 bis 2500 Metern in den chinesischen Provinzen Gansu, Hubei, Shaanxi sowie Sichuan.[2]
- Ligustrum tamakii Hatus.: Dieser Endemit kommt nur auf den Nansei-Inseln vor.[7]
- Ligustrum tenuipes M.C.Chang: Dieser Endemit gedeiht unter dünnen Gehölzen auf Berggipfeln in Höhenlagen von 100 bis 300 Metern nur im nordöstlichen Guangxi.[2]
- Ligustrum tschonoskii Decne.: Die Heimat sind Japan, die Kurilen und Sachalin.[6]
- Ligustrum tenuipes M.C.Chang: Dieser Endemit gedeiht auf steinigen Bergen oder unter dünnen Gehölzen auf Berggipfeln in Höhenlagen von 100 bis 300 Metern nur im nordöstlichen Guangxi.[2]
- Ligustrum undulatum Blume: Sie kommt in Neuguinea vor.[7]
- Gewöhnlicher Liguster (Ligustrum vulgare L.): Die Heimat ist Europa bis zum nordwestlichen Iran und Marokko. In Südafrika, Nordamerika, Australien und Neuseeland ist er ein Neophyt.[6]

Hybriden:
- Ligustrum ×ibolium Coe ex Rehder = Ligustrum obtusifolium × Ligustrum ovalifolium

## Nutzung
Wenige Arten werden als Ziergehölze kultiviert und insbesondere in Gärten zur Anlage von Hecken verwendet. Die meisten dieser Arten stammen ursprünglich aus Japan oder China. Gewöhnlicher Liguster wird oft als Schnitthecke verwendet.